# 田中坦三
田中坦三（たなか たんぞう、1918年7月25日 - 2011年2月9日）は、日本の現代美術家。

## 経歴
- 1918年7月25日 - 愛媛県南宇和郡一本松町（現愛南町）に生まれる。尋常小学校に入った頃、世界美術全集のパウル・クレーの「蛾の踊り」をみて魅せられ、絵かきになるのを決心したという。
- 1937年 - 帝国美術学校彫刻科に入学。
- 1938年 - 油絵科に移る。同郷の版画家・畦地梅太郎に誘われて、國画会第13回展に出品。
- 1945年 - 応召から復員。一本松に帰る。
- 1955年 - 「田中坦三彫刻展」（宇和島市文化会館）
- 1956年 - 5月「田中坦三彫刻展」（愛媛相互銀行大街道支店・愛媛新聞社主催）
- 1960年 - 12月「田中端三木彫展」（銀座・サエグサ画廊）
- 1961年 - 2月18日「3時間の木彫個展」を有楽町ユニ・フランス・フィルムで開催。12月「田中単三彫刻展」木っ端彫刻30数点出品（サエグサ画廊）
- 1962年 - 12月「田中単三・書家中島伸和2人展」（サエグサ画廊）
- 1966年 - 8月、洋画家・木村忠太を頼り渡仏。木彫彫刻などの作品制作。
- 1967年 - 建築家・造園師のトーマス・畑下と知り合い、パリ、ジャック・アモニオ邸での本格的な石彫制作や造園設計を行う。
- 1973年 - 一本松の生家に帰郷。土蔵をアトリエに改造。
- 1975年 - 9月「愛媛の101人展」（愛媛新聞社主催）に木彫「組」を出品。
- 1976年 - 8月、清水仁郎の「芸術の森」（南宇和郡西海町）に移る。
- 1983年 - 大阪、番画廊で個展。
- 1985年 - 11月「田中坦三展」（愛媛県立美術館・愛媛新聞社主催）
- 1986年 - 9月「田中坦三展」（東京有楽町マリオン朝日ギャラリー・朝日新聞社主催）
- 1987年 - 2月、西海町漁村センターロビー壁面と庭を制作。
- 1988年 - 4月「瀬戸大橋架橋記念野外彫刻展」に彫刻家・流政之らと出品（高松市中央公園）。10月「田中坦三展」（国立市・岳画廊）
- 1990年 - 西海町の「芸術の森」から松山市に移住。
- 1991年 - 「丸亀野外彫刻展」に出品。10月「田中坦三展」（一本松町主催）
- 1993年 - 2月、重信町の牛渕ミュージアムに移り住む。11月「田中坦三展」（松山三越）
- 1995年 - 3月「梨岡素岳顕彰碑」設計（温泉郡二神島）。5月「神社アート展」に出品（重信町浮島神社）。12月「田中坦三・中田和邦二人展」（さいたま市・ゼフィール画廊）
- 1996年 - 「21世紀を考えるパートⅡ・田中坦三木彫展」（牛渕ミュージアム・愛媛新聞社主催）
- 1999年 - 「二神司朗墓碑」設計（温泉郡二神島）。中島町総合文化センターにモニュメント設置。
- 2000年 - 8月「田中坦三とその仲間たち展」（南宇和郡内海村）
- 2001年 - 7月「うちぬき21シンポジウム」に参加制作（西条市）
- 2004年 - えひめ町並博に「たんBOX」プロジェクトに参加制作。
- 2005年 - 1月、津島町に石彫刻二十余展を寄贈。同町「やすらぎの里」に「田中坦三記念ギャラリー」が開設される。「田中坦三記念ギャラリーオープニング展」（津島町・愛媛新聞社主催）。同時に、「田中坦三と南予の作家たち展」を開催。
- 2011年2月9日 - 92歳で逝去。